# Об'єднання «Самопоміч»

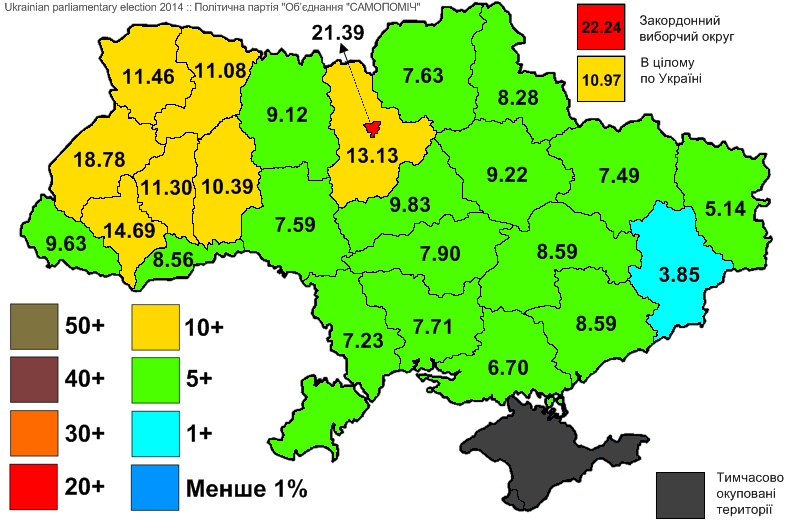
Результат партії «Самопоміч» по регіонам України на Парламентських виборах 2014 року.

Па́ртія «Об'єднання «Самопо́міч» — українська політична партія, лідером якої є народний депутат Верховної Ради України VIII скликання Любомир Зубач. Зареєстрована 29 грудня 2012 року, реєстраційне свідоцтво № 215-п.п.. Своєю ідеологією партія визначає як «християнську мораль та здоровий глузд». Її назва перегукується з громадським об'єднанням «Самопоміч», створеним Андрієм Садовим у жовтні 2004 року.

## Ідеологія
Ідеологія партії базується на трьох ідеях: досягнення свободи та процвітання Української держави та її люду, створення економічних автономій заради розвитку приватної торгівлі, науки і освіти у різних кутках України та забезпечення повної політично-економічної незалежності України і її Євроінтеграції[джерело?].
Основні напрями партії це Український консерватизм, Лібералізм та Громадянський націоналізм[джерело?].

## Історія
Назва та ідеологія партії «Об'єднання «Самопоміч» запозичена від кредитних кооперативів, які з'явилися в Галичині на початку XX століття. Тоді люди об'єднувалися у спілки, аби разом вести господарство, боротися з владними заборонами. Одним з таких об'єднань було товариство «Краєвий Союз ревізійний», який цю ідею самоорганізації людей втілював у газету «Самопоміч», що виходила з 1909—1914 рр. як додаток до журналу «Економіст».
2004 року Андрій Садовий засновує громадську організацію «Самопоміч».
Однойменну політичну партію Садовий зареєстрував 29 грудня 2012 року. Реєстрації передувала майже детективна історія з реєстрацією партії-клона. Таким чином у держреєстрі громадських формувань зараз офіційно присутні дві «Самопомочі».
За даними соціологічних досліджень, станом на грудень 2013 року рейтинг партії «Самопоміч» у Львові коливався від 11 % (вибори до міськради) до 3 % (вибори у Верховну Раду). Особистий рейтинг лідера партії, мера Львова Андрія Садового, близько 43,5 % львів'ян, довіряють понад 75 %.

## Громадська організація «Самопоміч»
ГО «Самопоміч» — західноукраїнська громадська організація, заснована міським головою Львова Андрієм Садовим у жовтні 2004 року, яка допомагає мешканцям відстоювати їхні права, а також організовує соціальні проекти у сфері дозвілля пенсіонерів, промоції здорового способу життя, проводить навчальні програми для сімей і молоді.
Історія
«Прототипи» Самопоміч з'явилася в Галичині ще сто років тому. Тоді люди об'єднувалися у спілки, аби разом вести господарство, боротися з владними заборонами. Одним з таких об'єднань було товариство «Краєвий Союз ревізійний», який цю ідею самоорганізації людей втілював у газету «Самопоміч», що виходила у 1909—1914 рр. як додаток до журналу «Економіст». До речі в них ми і запозичили гасло : «В єдності — сила!». Згодом цією ідеологією перейнялися у США українські емігранти, які й створили у Нью-Йорку у 1947 р. подібну організацію. У США діють кредитні спілки з однойменною назвою, ініційовані тими ж вихідцями з України.
«Самопоміч», заснована у жовтні 2004 року Андрієм Садовим, на той час депутатом міськради та засновником «Інституту розвитку міста», ставила завдання самоорганізації мешканців Львова.
Спочатку в «Самопомочі» працювали 2 юристи, 1 журналіст та 1 телефонний оператор. Кількість звернень коливалася від 15 до 20 звернень за місяць. Весною 2005 року популярність організації почала різко зростати, відповідно збільшувалась і кількість працівників. На цей час штат Самопомочі налічував 4 юристів, 3 журналістів, 2 телефонних операторів, 2 експертів з окремих технічних питань, 1 психолога та 4 волонтерів. Згодом почала виходити газета «Самопоміч», яка розповсюджувалась безкоштовно та телепередача «Самопоміч — пульс міста» на ТРК «Люкс».

## Київські вибори
25 травня 2014 об'єднання «Самопоміч» взяла участь у дострокових виборах до Київської міської ради. 21 квітня 2014 року партія оприлюднила виборчий список у Київраду. Загалом до списку ввійшло 22 кандидати, перші п'ять з них:
- Шульга Наталія, виконавчий директор «Український науковий клуб»[11]
- Гусовський Сергій, власник компанії «Ресторани Гусовського»
- Андрій Логвін, генеральний директор «ModnaKasta»
- Гапчук Максим, фінансовий директор «Страхова компанія „Княжа“»
- Андрейко Роман, генеральний директор «Телерадіокомпанія „Люкс“»

За остаточними підрахунками «Самопоміч» посідає третє місце з результатом 6,81 %, таким чином а Київраду пройшло 5 депутатів за списком «Самопомочі».

## Парламентські вибори 2014
28 лютого 2014 року Андрій Садовий заявив, що Партія «Самопоміч» має намір взяти участь у позачергових парламентських виборах, які відбудуться 26 жовтня 2014 року.
9 вересня 2014 у Києві проходив з'їзд партії «Об'єднання „Самопоміч“», на якому був затверджено виборчий список. Партія одразу ж оприлюднила затверджений список, хоч законодавство цього не вимагає. Голова партії Андрій Садовий зазначив:
|  | Ми оприлюднимо сьогодні всі прізвища, які є в списку. І просимо дати нам чітке розуміння — чи варті ці люди представляти нас у парламенті. Після того, як ми отримаємо ваші думки — в кінці тижня фіналізуємо список. Така була вимога народу — відкриті списки. Парламент за це не проголосував. Але тому це зробимо ми. |

Список складається з 61 кандидата, серед них — представниками добровольчого батальйону «Донбас», активісти партій «Воля» та «Об'єднання „Самопоміч“», безпартійні. Сам Садовий займає у списку 50 місце.
Перша п'ятнадцятка виборчого списку:
1. Ганна Гопко — співзасновник громадської ініціативи «Реанімаційний пакет реформ», громадська активістка[17]
2. Семен Семенченко — комбат добровольчого батальйону «Донбас».
3. Олексій Скрипник — експерт в галузі інформаційних технологій, засновник та директор ІТ-компанії «Елекс», член наглядової ради IT-BPO Lviv Cluster.
4. Оксана Сироїд — директор Української Правничої Фундації, експерт «Реанімаційного пакету реформ».
5. Віктор Кривенко — експерт в галузі військово-промислового комплексу та економічної стратегії, голова правління благодійного фонду «Коло», експерт «Реанімаційного пакету реформ»[18]
6. Ірина Суслова — директор ТОВ «Західне передмістя Києва»[19]
7. Павло Кишкар — командир групи інформаційної війни добровольчого батальйону «Донбас»[18]
8. Альона Бабак — експерт в сфері житлово-комунального господарства, директор Інституту місцевого розвитку.
9. Наталія Веселова — керівник благодійного фонду «Допомога „батальйону Донбас“».
10. Олександр Данченко — провідний експерт в галузі телерадіокомунікації та зв'язку, генеральний директор ЗАТ «Датагруп».
11. Олена Сотник — член правління Асоціації правників України, експерт «Реанімаційного пакету реформ».
12. Олег Лаврик — депутат Львівської міськради.
13. Єгор Соболєв — співзасновник громадської ініціативи «Громадський люстраційний комітет».
14. Ярослав Маркевич — представник батальйону «Донбас».
15. Іван Мірошніченко — експерт з аграрної сфери.

За даними журналістів, які були на з'їзді, в кулуарах з'їзду лунало і прізвище екс-міністр економіки Павло Шеремета, але його в оприлюдненій частині списку не було. Керівником фракції Самопомочі у Верховній Раді восьмого скликання став 28 номер у списку партії Олег Березюк.

### Презентація плану дій у парламенті

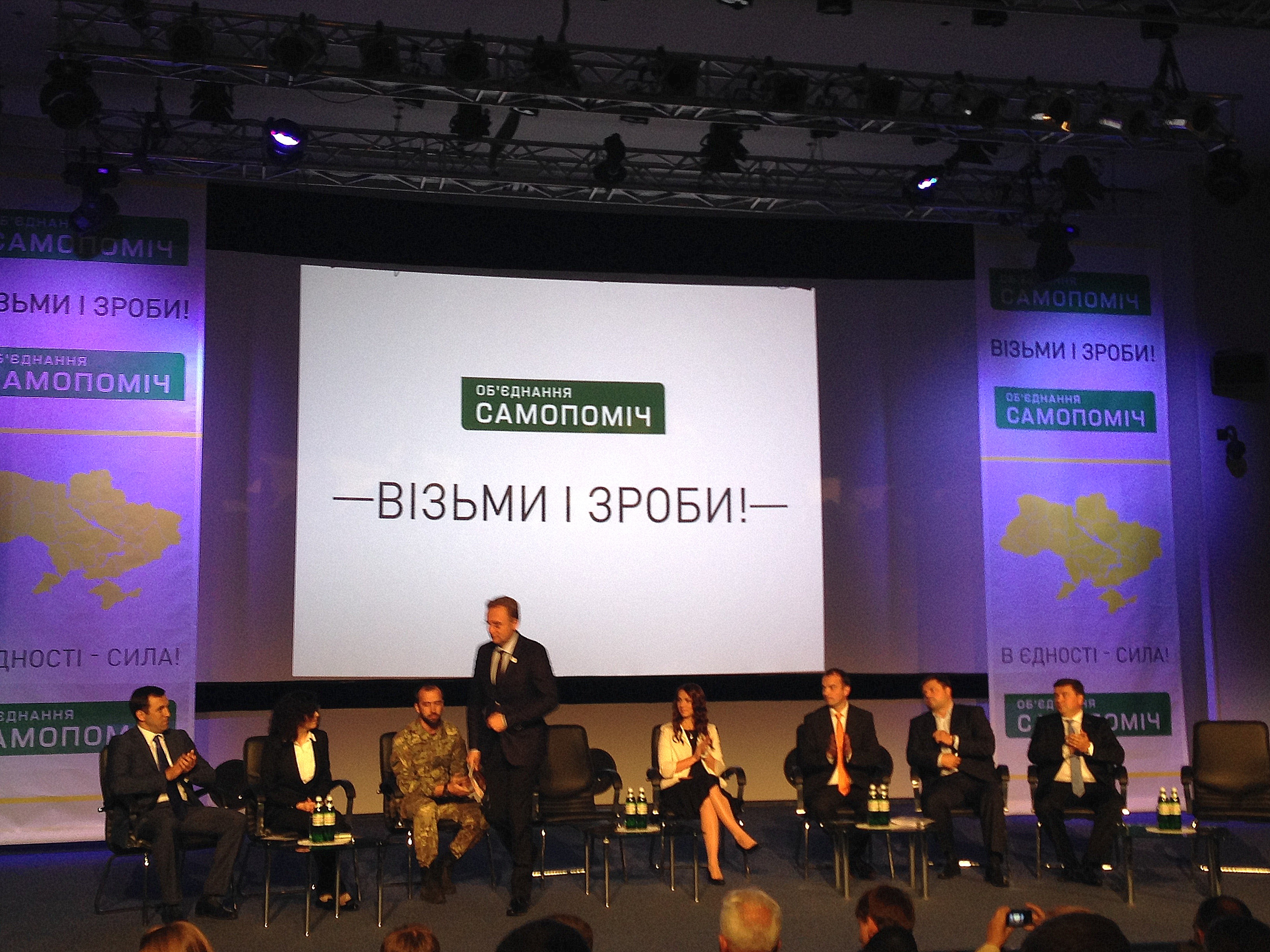
Презентація програми

23 вересня Об'єднання «Самопоміч» презентувала план дій у парламенті. Презентували програму: лідер партії Андрій Садовий, Ганна Гопко (Реанімаційний пакет реформ), Єгор Соболєв (Громадський люстраційний комітет), Павло Кишкар (батальйон «Донбас»), їхні команди та експерти. Сам Андрій Садовий зазначив: 
| | \| За останні 8 років повноваження місцевого самоврядування зменшили на 60%. Наша держава стала слабшою. І ворог цим скористався. Політики завжди намагалися забрати повноваження в міст і сіл. Владу і фінанси треба передати громадам. І тоді Україна буде сильною \| |
| За останні 8 років повноваження місцевого самоврядування зменшили на 60%. Наша держава стала слабшою. І ворог цим скористався. Політики завжди намагалися забрати повноваження в міст і сіл. Владу і фінанси треба передати громадам. І тоді Україна буде сильною | |

У програмі партії визначено пріоритетні програми розвитку: місцевого самоврядування та адміністративної реформи, обороноздатності країни та економіки, аграрної сфери та розвитку села, комунікаційно-інформаційних технологій, освіти та соціальної сфери, очищення влади. Ознайомитися із детальною програмою можна на сайті партії. На закінчення Андрій Садовий підсумував: 
| | \| Аби все це реалізувати, наше завдання – шукати молодих чесних людей і давати їм владу. І тоді вони багато будуть робити для країни, а не забирати усі повноваження собі. Наше гасло дуже просте: Візьми і зроби! Чого і всім бажаю \| |
| Аби все це реалізувати, наше завдання – шукати молодих чесних людей і давати їм владу. І тоді вони багато будуть робити для країни, а не забирати усі повноваження собі. Наше гасло дуже просте: Візьми і зроби! Чого і всім бажаю | |

### Результати парламентських виборів
Центральна виборча комісія встановила офіційні результати парламентських виборів, партія Об'єднання «Самопоміч» набрала 10,97 % (1 729 271 голос виборців — 3 місце), що забезпечує їй 32 місця Верховній Раді України VIII скликання за партійними списками. Також, Ірина Подоляк висуванець Об'єднання «Самопомочі» перемагає в одномандатному окрузі. Об'єднання «Самопомочі» оприлюднила заяву, в якій озвучила готовність приступити до переговорів щодо формування коаліції.
| | \| Народ дав право проукраїнським силам на формування коаліції. Виходячи з інтересів українського народу, ми обстоюємо єдність діяльності політичних сил у парламенті. \| |
| Народ дав право проукраїнським силам на формування коаліції. Виходячи з інтересів українського народу, ми обстоюємо єдність діяльності політичних сил у парламенті. | |

У склад коаліції з партією Об'єднання «Самопоміч» увійшли:  «Блок Петра Порошенка», «Народний фронт», Всеукраїнське об'єднання «Батьківщина», Радикальна партія Олега Ляшка. Керівником фракції Самопомочі обрано Олега Березюка, заступниками стали Єгор Соболєв та Олег Лаврик.

### Фінансовий звіт партії з виборів до парламенту 2014 року
Політична партія Об'єднання «Самопоміч» оприлюднила статі надходжень та видатків з рахунку виборчого фонду.
| Статті надходжень         | Сума              |
| ------------------------- | ----------------- |
| Внески від фізичних осіб  | 24 670 578,84 грн |
| Внески від юридичних осіб | 2 730 139,00 грн  |
| Всього:                   | 27 400 717,84 грн |

Статті видатків з рахунку виборчого фонду партії.
| Статті видатків                     | Сума                        |
| ----------------------------------- | --------------------------- |
| Реклама в інтернеті                 | 165 155,00 грн (0,60 %)     |
| Виготовлення поліграфії             | 707 142,00 грн (2,58 %)     |
| Виготовлення відеопродукції         | 80 356,27 грн (0,66 %)      |
| Виготовлення сувенірної продукції   | 58 320,00 грн (0,21 %)      |
| Оплата ефірного часу на телебаченні | 22 901 188,58 грн (83,69 %) |
| Оплата ефірного часу на радіо       | 1 964 062,82 грн (7,18 %)   |
| Оплата в друкованих ЗМІ             | 514 143,17 грн (1,88 %)     |
| Оренда приміщень та залів           | 65 490,59 грн (0,24 %)      |
| Зовнішня реклама                    | 779 969,39 грн (2,85 %)     |
| Кур'єрська доставка                 | 27 806,00 грн (0,10 %)      |

Всього сума склала 27 363 634,22 гривні, оплата гаратійного внеску становила 1 416 400 гривень.

## Парламентські вибори 2019
2019 року до Верховної Ради пройшов один представник від «Самопомочі». Мер Яворова Львівської області Павло Бакунець переміг в одномандатному виборчому окрузі № 122, що на Львівщині, набравши 14,84 %.
За результатами підрахунку голосів, партія «Самопоміч» отримала 0.62 % голосів. Партія не подолала прохідний 5-відсотковий бар'єр і не пройшла до парламенту.

## Місцеві вибори 2015
Результати місцевих виборів партії «Об'єднання «Самопоміч»
| Рада                           | Голосів | К-сть депутатів | % у раді |
| ------------------------------ | ------- | --------------- | -------- |
| Вінницька обласна рада         | 45418   | 7               | 8.33 %   |
| Вінницька міська рада          | 7489    | 5               | 9.26 %   |
| Волинська обласна рада         | 26793   | 5               | 7.81 %   |
| Луцька міська рада             | 6713    | 4               | 9.52 %   |
| Дніпропетровська обласна рада  | 60436   | 8               | 6.67 %   |
| Дніпропетровська міська рада   | 19449   | 5               | 7.81 %   |
| Житомирська обласна рада       | 34532   | 6               | 9.38 %   |
| Житомирська міська рада        | 9183    | 7               | 16.67 %  |
| Ужгородська міська рада        | 2618    | 3               | 8.33 %   |
| Запорізька обласна рада        | 36688   | 6               | 7.14 %   |
| Запорізька міська рада         | 18611   | 6               | 9.38 %   |
| Івано-Франківська обласна рада | 40261   | 8               | 9.52 %   |
| Івано-Франківська міська рада  | 10336   | 6               | 14.29 %  |
| Київська обласна рада          | 63365   | 10              | 11.90 %  |
| Київська міська рада           | 101950  | 22              | 18.33 %  |
| Кіровоградська обласна рада    | 20775   | 4               | 6.25 %   |
| Кіровоградська міська рада     | 5125    | 3               | 7.14 %   |
| Миколаївська міська рада       | 16635   | 10              | 18.52 %  |

| Політичні партії і рухи | Це незавершена стаття про політичну партію України. Ви можете допомогти проєкту, виправивши або дописавши її. |